# Lisa Nilsson
Lisa Nilsson, właśc. My Lisa Karolina Nilsson (ur. 13 sierpnia 1970 roku w Tyresö koło Sztokholmu) – szwedzka piosenkarka, autorka tekstów, producentka muzyczna. W latach 1998–2002 była żoną muzyka Henrika Jansona.

## Życiorys

### Początki kariery
Ojciec piosenkarki, Gösta Nilsson był pianistą jazzowym, więc Lisa Nilsson wyrastała w środowisku muzycznym. W wielu 7 lat zaczęła uczyć się tańca w szkole baletowej Lasse Kühlera. Naukę kontynuowała w gimnazjum o profilu tanecznym w Uppsali a następnie w Akademii Baletowej. Potem związała się z grupą Stage Four, w skład której wchodzili: Peter Jöback, Andreas Lundstedt i Lizette Pålsson. Następnie wzięła udział w programie telewizyjnym Bosse Larssona Lörda' me' Larssons, emitowanym we wrześniu 1988 roku. Następstwem tego był kontrakt podpisany z dyrektorem wytwórni płytowej Little Big Apple Billy Buttem.
Rok 1989 to debiut płytowy artystki – bierze ona udział w Melodifestivalen 1989 piosenka Du, która zajmuje 4 miejsce. Jej kolejny singel Who’s That Boy znajduje się 3 tygodnie na liście przebojów szwedzkiego radia. Ukazują się 2 pierwsze albumy Lisy Nilsson, na których śpiewa ona po angielsku, co spotyka się ze złym przyjęciem ze strony krytyki, jakkolwiek głos artystki zebrał pozytywne recenzje.

### Sukces artystyczny
Kiedy wytwórnia Little Big Apple upadła Lisa Nilsson przeszła do wytwórni Diesel Music AB, gdzie podczas zimy i wiosny 1992 nagrywa swój kolejny album Himlen runt hörnet, z Johanem Ekelundem jako producentem i Mauro Scocco jako kompozytorem. Płyta okazała się przełomem w karierze artystki i jej największym osiągnięciem; rozeszła się w Szwecji w ilości 450 000 egzemplarzy, co było nie lada wyczynem jak na niewielki kraj. W odróżnieniu od poprzednich była śpiewana wyłącznie po szwedzku. Tytułowy singel Himlen runt hörnet był najczęściej odtwarzanym nagraniem w P3 (programie trzecim szwedzkiego radia) w pierwszym półroczu 1992. Z kolei singel Varje gång jag ser dig osiągnął 5 miejsce na liście przebojów. W 1993 roku Lisa Nilsson otrzymała 3 nagrody muzyczne roku (tzw. Grammis) a Scocco i Ekelund – po jednej. Latem tego samego roku artystka rozpoczyna tournée promujące płytę, razem z Tomasem Ledinem i Evą Dahlgren.
W 1994 Lisa Nilsson nagrywa kilka przebojów z tego albumu w wersji angielskiej a cały album ukazuje się w wersji anglojęzycznej jako Ticket to Heaven w 1995 roku.
Tymczasem jeszcze w 1993 Lisa Nilsson rozpoczyna pracę nad nowym albumem, Till Morelia, z tym samym producentem i kompozytorem. Album ukazuje się na rynku w 1995 roku i, choć nie dorównuje poprzednikowi, rozchodzi się znowu w imponującej ilości 250 000 sztuk.

### Stabilizacja
Po wydaniu płyty artystka czuje się zmęczona i postanawia na kilka następnych lat zwolnić tempo. Przeprowadza się z muzykiem Henrykiem Jansonem na rodzinną wyspę Tyresö. Śpiewa tylko pojedyncze piosenki jak Unforgettable Nata Kinga Cole’a na pogrzebie Księcia Bertila w 1997 roku, czy duet z Montserrat Caballé. W maju 1998 roku Lisa Nilsson i Henrik Janson pobierają się; ceremonia ślubna ma miejsce w Tyresö kyrka. Jesienią 1998 roku Lisa Nilsson rozpoczyna prace nad swym piątym albumem, Viva. Producentem jest nadal Johan Ekelund a Lisa osobiście pisze teksty i muzykę do większości piosenek na płycie. Album zbiera jednak nie najlepsze recenzje. Latem 2000 roku artystka rozpoczyna swoje kolejne tournée po Szwecji, które rozszerza następnie na Danię i Finlandię.
W roku 2001 ponownie otrzymuje nagrodę Grammis dla najlepszej artystki pop-rockowej. Lisa Nilsson pisze również teksty na swoją następna płytę, Små rum; jest też jej producentką i razem z mężem współautorką muzyki. Płyta ukazuje się w listopadzie 2001 roku i spotyka się, podobnie jak jej poprzedniczka, z mieszanym przyjęciem.
W październiku 2002 roku Lisa Nilsson i Henryk Janson rozwodzą się; po rozwodzie artystka przenosi się do Sztokholmu i jeszcze w tym samym roku rozpoczyna przygodę z filmem, występując w obrazie Colina Nutleysa Paradiset.
W 2003 roku wychodzi składanka Samlade sånger 1992-2003, po której następuje tournée piosenkarki.
Na wiosnę 2004 roku Lisa Nilsson wyjeżdża na dłuższy wypoczynek do Brazylii, gdzie m.in. zapoznaje się z osiągnięciami muzyki brazylijskiej z lat 60. i 70. Kilka z piosenek zostaje następnie przetłumaczonych na szwedzki a z zaproszonymi muzykami brazylijskimi Lisa Nilsson odbywa krótkie tournée po Szwecji wiosną 2005 roku.
W 2006 roku wychodzi jej płyta zatytułowana Hotel Vermont 609; i ta płyta ma również spotyka się z nie najlepszymi recenzjami. Jesienią ma miejsce krótkie tournée artystki z brazylijskim zespołem Banda Beleza.
W lutym 2007 roku Lisa Nilsson urodziła swoje pierwsze dziecko - córkę. Ojcem jest kolega z lat dziecinnych.

## Dyskografia
- 1989 – Lean On Love
- 1991 – Indestructible
- 1992 – Himlen runt hörnet
- 1995 – Ticket to Heaven (angielska wersja Himlen runt hörnet)
- 1995 – Till Morelia
- 2000 – Viva
- 2001 – Små rum
- 2003 – Samlade sånger 1992-2003 (kompilacja)
- 2006 – Hotel Vermont 609
- 2010 – 20: En Jubileumssamling
- 2013 – Sånger om oss

## Piosenki Lisy Nilsson na szwedzkiej liście przebojów (1990-2002)
- 24 lutego 1990 – Who’s That Boy (17 miejsce)
- 21 marca 1992 – Himlen runt hörnet (3 miejsce)
- 23 maja 1992 – Varje gång jag ser dig (2 miejsce)
- 26 września 1992 – Allt jag behöver (6 miejsce)

## Nagrody i wyróżnienia
- 1989 – Stypendium Ulli Billquist (szw. Ulla Billquist-stipendiet)
- 1993 – 3 statuetki Rockbjörnen (nagroda szwedzkiego przemysłu muzycznego) w kategoriach: Najlepsza szwedzka artystka 1992 roku, Najlepszy szwedzki album 1992 roku (Himlen runt hörnet) Najlepsza szwedzka piosenka 1992 roku (Himlen runt hörnet); nagroda Grammis za album Himlen runt hörnet
- 2001 – Nagroda Grammis za album Viva
- 2002 – Stypendium SKAP (szw. SKAP-stipendiet)
- 2010 – Magnoliapriset (nagroda przyznawana przez szwedzkie stowarzyszenie historyczne Sofia hembygdsförening)
- 2012 – Nagroda im. Ollego Adolphsona (szw. Olle Adolphsons Minnespris)[1]